# Walls and Bridges
Walls and Bridges è un album in studio di John Lennon, pubblicato nel 1974.
Ideato e registrato durante il suo periodo di separazione da Yōko Ono, il disco cattura Lennon nel bel mezzo del suo famoso "lost weekend", un lasso di tempo che durò diciotto mesi. L'album raggiunse la prima posizione in classifica negli Stati Uniti ed in Canada, la terza in Norvegia, la quarta in Australia, la sesta in Svezia e Regno Unito e contiene l'unico singolo da numero 1 dell'intera carriera solista in vita di Lennon, il brano Whatever Gets You Thru the Night.

## Descrizione

### Origine e storia
Alla fine del 1973, dopo l'uscita dell'album Mind Games, Lennon partì per Los Angeles accompagnato dalla sua assistente e amante May Pang, con in mente il progetto di registrare un disco di cover di classici rock 'n' roll anni Cinquanta con il produttore Phil Spector. Le sessions per l'album degenerarono presto in festini alcolici, Lennon e Pang ritornarono a New York mentre Spector sparì con i nastri delle registrazioni. Ancora ben disposto a creare musica, Lennon decise di registrare un nuovo album di materiale originale.

### Registrazione e contenuti
Le sedute di registrazione per Walls and Bridges iniziarono nel giugno 1974 agli studi Record Plant East. I musicisti coinvolti includevano gli amici Jim Keltner alla batteria, Klaus Voormann al basso, Jesse Ed Davis alla chitarra, e Arthur Jenkins alle percussioni.
Walls and Bridges possiede un'ampia varietà di stili musicali e molti dei testi rivelano contemporaneamente sia l'entusiasmo per la ritrovata libertà che il senso di vuoto per la mancanza di Yoko. Going Down On Love, What You Got, Bless You esprimono questi sentimenti verso Ono. Steel and Glass, introdotta da un sinistro riff, è un'altra delle canzoni “attacco” di Lennon, sullo stile di How Do You Sleep? nell'album Imagine, dove si scagliava contro l'ex partner musicale Paul McCartney; questa volta l'obiettivo delle invettive di Lennon è l'ex manager dei Beatles Allen Klein. Scared è una spettrale canzone sulla paura di Lennon di invecchiare in solitudine e senza più successo. Il brano contiene anche le profetiche parole: «Hatred and jealousy gonna be the death of me» ("L'odio e la gelosia saranno la mia morte").
L'album contiene anche alcune delle canzoni più sottovalutate di Lennon, come Whatever Gets You Thru the Night e #9 Dream. La prima, in cui figura Elton John al pianoforte e ai cori, raggiunse la prima posizione nella classifica dei singoli negli Stati Uniti la stessa settimana dell'uscita del disco. Avendo perso una scommessa sul potenziale commerciale della canzone che aveva fatto con Elton, John accettò di esibirsi in concerto con lui al Madison Square Garden di New York il 28 novembre, dove avrebbero eseguito insieme l'attuale hit di Lennon. In aggiunta, furono anche eseguite, per la gioia del pubblico, I Saw Her Standing There e Lucy In The Sky With Diamonds, cover dei Beatles ultimo singolo di Elton John. Questa fu l'ultima esibizione pubblica di Lennon su un palco.
Altre canzoni notevoli sull'album sono, Nobody Loves You (When You're Down and Out) che, originariamente era stata scritta con in mente Frank Sinatra (e Lennon aveva segretamente sperato che “The Voice” accettasse di interpretarla), Beef Jerky, l'unico strumentale ad apparire su disco nell'intera carriera solista di John Lennon, e il primo brano registrato per il disco, Surprise Surprise (Sweet Bird of Paradox) gioiosa canzone d'amore dedicata a May Pang.
Durante una delle frequenti visite dall'Inghilterra per andare a trovare il padre, l'undicenne Julian Lennon partecipò alle sedute di registrazione e insieme al padre incise una cover della vecchia canzone Ya Ya, che Lennon inserì alla fine di Walls and Bridges così accreditata: "con Julian Lennon alla batteria e papà alla voce e al pianoforte". Lennon mandò anche un velato messaggio al produttore Morris Levy, il quale si aspettava che il nuovo disco di Lennon fosse il pattuito album di classici rock‘n'roll (vedi Rock 'n' Roll), all'inizio della canzone: «Ok, Let's do sitting in the lala and get rid of that!» (Bene, facciamo "sitting in the lala" e facciamola finita!), che fece infuriare Levy. May Pang ricorda che il giovane Julian rimase scontento quando seppe che la sua esibizione sarebbe finita sul disco, e disse al padre: «Se l'avessi saputo, avrei suonato meglio!».
In aggiunta al riavvicinamento del rapporto con Julian, Lennon ristabilì i contatti anche con gli altri Beatles durante questo periodo. Walls and Bridges è pieno di rimandi alla musica del gruppo. Nella prima canzone dell'album, Lennon canta «somebody please, please help me». In Surprise Surprise, Lennon utilizza il finale di Drive My Car sostituendo i beep beep yeahs della canzone dei Beatles, con sweet sweet love. In risposta al brano su “Lennon” di McCartney, Let Me Roll It sull'album Band on the Run, Lennon riprese il riff di chitarra della canzone nota per nota e lo incorporò in Beef Jerky. Inoltre, Paul e John ricominciarono a frequentarsi e una jam session tra i due (a cui parteciparono anche Stevie Wonder, Jesse Ed Davies, Harry Nilsson e Bobby Keys) fu registrata ai Record Plant studios di Los Angeles il 28 marzo 1974. La registrazione venne alla luce solo diciotto anni dopo, quando un frammento della stessa fu pubblicato sul bootleg A Toot and a Snore in '74.
All'ultimo minuto fu lasciata fuori dall'album la canzone intitolata Move Over Ms. L – uno dei rock più duri scritti da Lennon e una delle rarissime canzoni che esprimono sentimenti non proprio “benevoli” nei confronti di Yōko Ono, che sarà pubblicata successivamente come B-side del singolo Stand By Me l'anno seguente.
L'elaborata confezione del disco comprendeva disegni scolastici fatti da Lennon durante l'infanzia e una serie di foto intercambiabili del suo viso.

### Accoglienza
Oltre al successo in America del singolo di Whatever Gets You Thru The Night, Walls and Bridges fu ben accolto anche in Inghilterra, dove raggiunse la posizione numero 6 in classifica. Come anche Mind Games, Walls and Bridges non è considerato alla stregua dei capolavori del Lennon solista come John Lennon/Plastic Ono Band o Imagine, ma ha comunque la sua nicchia di fan. Uno di questi, Elton John, dichiarò di considerare Walls and Bridges "il miglior disco solista di un ex Beatle". Inoltre, a dispetto del fatto che l'album fu registrato durante la loro separazione, Yōko Ono ha indicato il disco come il suo preferito tra quelli incisi da Lennon durante la sua carriera solista.
Poco dopo l'uscita del disco, Lennon mixò personalmente una versione quadrifonica dell'album («per le 20 persone che lo compreranno», scherzò all'epoca). Questi missaggi mettono in evidenza gran parte delle parti percussive e delle partiture orchestrali che non erano così prominenti nella versione stereo.

### Ristampe

#### Versione rimasterizzata del 2005
Walls and Bridges è stato ripubblicato in versione remixata e rimasterizzata nel novembre del 2005. La versione rimasterizzata presenta una copertina differente dall'originale. Questa nuova veste grafica mantiene la firma di Lennon e il titolo scritto a mano, ma utilizza uno dei ritratti fotografici scattati all'epoca da Bob Gruen per la promozione dell'album al posto dei disegni d'infanzia di John. Le bonus tracks aggiunte a questa uscita furono la Whatever Gets You Thru the Night eseguita dal vivo con Elton John, un'inedita versione acustica di Nobody Loves You (When You're Down And Out) e un'intervista promozionale di Lennon.

#### Versione rimasterizzata del 2010
La Capitol ristampò l'album ancora una volta il 4 ottobre 2010. Questa versione rimasterizzata contiene il missaggio e la copertina originale dell'edizione in vinile di Walls and Bridges. L'album venne messo in vendita sia separatamente che come parte del John Lennon Signature Box.

## Tracce
Tutti i brani sono opera di John Lennon, eccetto dove indicato.
1. Going Down on Love – 3:54
2. Whatever Gets You Thru the Night – 3:28
3. Old Dirt Road – (John Lennon/Harry Nilsson) – 4:11
4. What You Got – 3:09
5. Bless You – 4:38
6. Scared – 4:36
7. #9 Dream – 4:47
8. Surprise, Surprise (Sweet Bird of Paradox) – 2:55
9. Steel and Glass – 4:37
10. Beef Jerky – 3:26
11. Nobody Loves You (When You're Down and Out) – 5:08
12. Ya Ya (Dorsey/Lewis/Robinson) – 1:06

### Bonus tracks dell'edizione rimasterizzata del 2005
1. Whatever Gets You Thru The Night - 4:23
  - (Live con la Elton John band)
2. Nobody Loves You (When You're Down and Out) – 5:07
  - (Versione alternativa)
3. "Intervista a John (di Bob Mercer)" - 3:47

## Formazione
- John Lennon - voce, chitarra elettrica, pianoforte e percussioni
- Ken Ascher - pianoforte, Fender Rhodes, clavinet e mellotron
- Jim Keltner - batteria
- Elton John - pianoforte, voce in Whatever Gets you Thru the Night; organo Hammond, cori in Surprise, Surprise (Sweet Bird of Paradox)
- Jesse Ed Davis - chitarra elettrica
- Arthur Jenkins - percussioni
- Nicky Hopkins - pianoforte
- Klaus Voormann - basso
- Bobby Keys - sassofono tenore
- Harry Nilsson, Lori Burton, May Pang - cori in #9 Dream